# Peteritea, Maramureș
Peteritea este un sat în comuna Vima Mică din județul Maramureș, Transilvania, România.

## Istoric
Numele vechi a localității este Petrești.
Prima atestare documentară: 1467 (Paprathmezeu).

## Etimologie
Etimologia numelui localității: din antroponimul magh. Peter (< germ.- magh. Peter) + suf. -it + suf. top. -a.

## Așezarea
Se află în zona depresionară a Râului Lapuș, râu cu o lungime de 114 km. Vatra satului este situată pe platoul unei coline mai joase, între Valea Satului și Valea Drelii. Fosta vatră a satului se presupune că ar fi fost în locul care astăzi se numește Văceni. La Văceni a fost gasită o limbă de clopot ce în opinia cronicarului Kadar Joszef, în „Monografia comitatului Solnok-Dăbâca”, ar constitui un indiciu al situări în acea zonă a fostei vetre a satului. Dar și bătrânii satului (Rus Ionuc a lui Irimie) spun că la Văceni a fost un cătun și chiar biserică. Acolo s-au zidit primele case când locul se numea Valea Vacii. Și istoricul David Prodan menționează Valea Vacii (Tehen Pataka după izvoare maghiare), drept localitatea dispărută. Aceasta a  avut loc, probabil, pe vremea Împărătesei Maria Tereza.
Alte surse (Apud Lupuț) relatează despre o posibilă incendiere a satului, ca urmare a unei invazii tătare, 1717, an în care localitatea îsi avea vatra în Vacenii. Dupa acest eveniment, satul a fost reconstruit, extinzându-se mai spre sud-est, pe la Ponoare până in Dâmbu Uliții. Aici s-a construit o biserică si probabil există un cimitir. Despre existența bisericuții în Dâmbu Uliții  ne relatează Rus Ionuc a lui Irimie și Tuns Vasile a lui Ion a lui Dumitru.

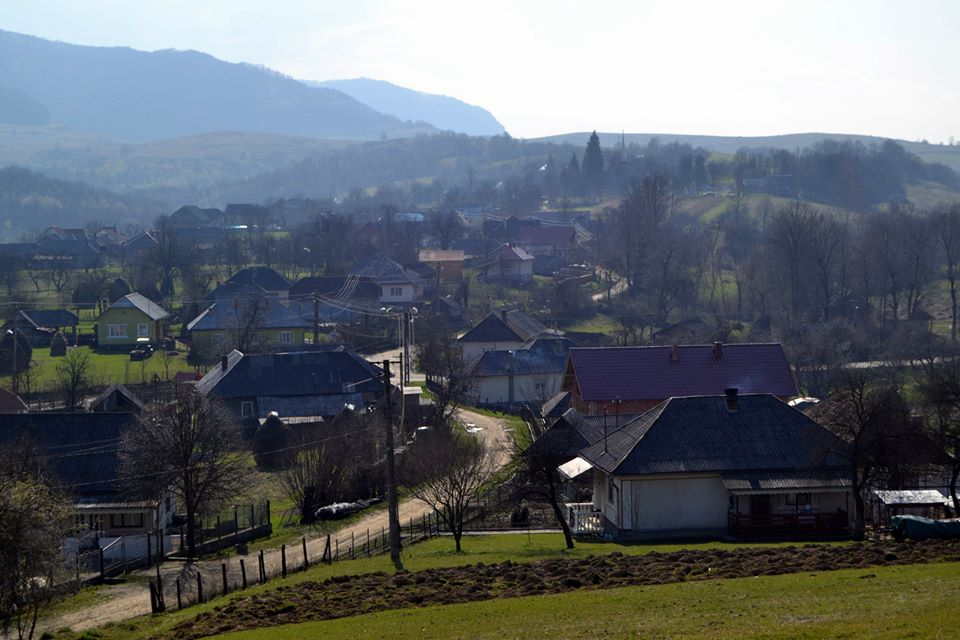
Imagine asupra satului Peteritea, Maramureș

Actuala așezare cu noua vatră a satului are ca vecini: la vest, Vima Mică, centrul de comună (la circa 2,5 km); la sud, peste culmea Brezei se afla satul Coreieni (comuna Coreieni), iar la sud-est, Vălenii Lăpușului. Ca o exceptie a ținutului, la est se situează un cătun de țigani, vreo 20 bordeie, cu o civilizație primitivă -  Ponorâta. La nord-est de-o parte și de alta a râului Lăpuș, se află satul Răzoare, fost centru de comună pe vremea regiunilor. La nord peste râul Lăpuș, dincolo de pădurea Podul Hijului se află satul Groape, destul de izolat, legat doar printr-un drum forestier de Razoare.
Ținutul pe care îl numim azi Țara Lăpușului, în care este situat si satul Peteritea, apare atestat pentru întâia oara în 1315 într-un document sub denumirea de Terra Lăpuș. 

## Atestare documentară
Localitatea Peteritea apare prima dată atestată documentar în anul 1467, ceea ce nu înseamna nicidecum data întemeierii așezării.
Profesorul de istorie Ilie Sălceanu apreciază că localitatea Peteritea are o vechime mult mai mare, anume cel târziu în secolul al VIII-lea și cel mai probabil și secolul VI-VII, iar descoperirile arheologice atestă prezența omului încă din neolitic.
Primele atestări documentare în care este menționat numele satului Peteritea, ungurește Petoret, în secolul al XV-lea sunt semnalate de Coriolan Suciu. În acea perioadă, Peteritea era o așezare iobagească, iar variantele de nume și lista anilor preluate după aceste atestări sunt:
- 1467 – Poprathmezeu
- 1579 – Prodradosmezo, Peterite
- 1586 – Peterthely
- 1615 – Peterit
- 1624 – Petterie
- 1630 – Peterite
- 1646 – Peterffalua
- 1733 – Petyerika
- 1750 – Peterita
- 1760-1762 – Peteritye
- 1850 – Petritye Petritya
- 1854 – Peteritye, Peterice

Întemeietorul satului ar fi fost un anume Peter – Racz, la început ar fi avut denumirea “Câmpul lui Peter” și ar fi aparținut de Cetatea Ciceu.
Corneliu Mirescu în lucrarea “Țara Lăpușului” spune: ”Caracterul românesc al satelor îl vadesc voievozii si cnezii din fruntea lor, spre deosebire de satele ungurești care au in frunte juzi (judices)”.
În numele satelor în parte, în caz că n-a raspuns chiar voievodul singur, răspund împreuna cu el cnezii sau cnejii singuri. Ei răspund în numele satului lor. Astfel, pentru Petreștii – azi Peteritea raspunde ”Petrus Kenesius”. În cazul cneazului din Petrești se poate face o apropiere între numele cneazului si numele păstrat al satului Petrești – Peterhaza – Peteritea.

## Populația satului, oglindită în documente istorice
Nu se consemnează în documentele studiate numarul locuitorilor satului la data atestării acestuia. După cronica lui Kadar, în anul 1603, în Peteritea locuiau 4 suflete în total, în 1637, 37 de locuitori iobagi în 14 case, cel mai mare numar de locuitorii l-a avut satul în anul 1886 – 568 locuitori, din care 562 sunt ortodocși, 3 sunt romano-catolici și 3 evrei. În anul 1918, bătrânii spun ca ar fi fost 115 case, deci tot atâtea gospdarii, dar au rămas multe văduve în urma celor 28 de bărbați căzuți pe front. În aceste condiții, mai multe gospodarii s-au pustiit.
După primul război mondial Peteritea a avut peste 400 de locuitori, astfel in anul 1920 – 400 locuitori, din care 414 români și 6 evrei, în anul 1930 – 417 locuitori, din care 222 bărbați și 192 femei, în anul 1956 – 424 locuitori, din care 210 bărbați și 214 femei.
În 1999, după evitența de introducere a gazului metan, rezultă că în sat locuiesc 295 de personae în 93 de gospodarii, scăderea numarului locuitorilor din sat s-a datorat migrației populației, în special a tineretului la orașe.
Tot același autor, Kadar arată că în decursul vremii s-au făcut tranzacții cu satul sau cu părți ale satului, astfel în 6 mai 1576, principele Bathory Kristof a donat localitatea voievodului Pașca Filip din Lăpușu Românesc. După această data au avut loc numeroase vânzări, donații, înăbulari, litigi în legătură cu tranzacțile satului sau a unor părți din sat între nobilii maghiari sau persoane cu nume evreiești. Într-un document din 1786 se menționează: ”Proprietarii –Racz Jozsef are 12 iobagi, Varodi Zsigmond – 5 iobagi, Istvanffy Samuel – 4 iobagi și un sărac, Totfuluși Istvan – 4 iobagi și un jeler, Vaina Jozsef – 3 iobagi, Szocs Ferencz – 3 iobagi, Korosi Pal – un iobag, Pap Vaszilia – un iobag”.
Se constată că numai proprietari de terenuri sunt nominalizati în documente. Ceilalți, iobagi sau săteni lipsiți de proprietăți, adică strămoșii noștri, sunt consemnați doar suf forma unor numere.
Abia prin 1898 apar în documente numele existente astăzi în tereritea. Astfel, într-un document se consemnează: ”Proprietarii prezenți în 1898 – Bak Istvan, Racz Beni și Ionaș, Tuns Ion, Nechita Dumitru, aparținători ai familiilor –Vorodi, Hușar și Szemtimrei Bak, au ajuns proprietari prin cumpărare”.

## Organizarea administrative-teritorială
După Ștefan Pașcu, în secolul al XIV-lea teritoriile Transilvaniei sunt organizate din punct de vedere administrative în comitate. Înainte de comitate erau obștile sătești.
Organizarea comitatului Solnocul Interior – dinlăuntru, rezultat din divizarea fostului comitat Solnoc – subordonat direct Voievodului Transilvaniei, din care făcea parte și Peteritea, poate fistabilită cu probabilitate în a doua jumătate a secolului al XII-lea.
La 1901, Kadar plaseză Peteritea în comitatul Solnok-Dăbâca. Alte surse – Apud Lupuț - , plasează zona Lăpușului în comitatul Solnoc Interior, în 1770, iar în 1784 în comitatul Solnoc Dăbâca, cu reședința la Dej.
În anul 1925, administrația românească a organizat teritoriul în județe și plăși, astfel că începând din acel an Peteritea face parte din județul Someș, cu reședința la Dej, plasa Lăpuș, cu reședința la Târgu Lăpuș.
Începând din 1940, odată cu ocuparea de catre unguri a nordului Transilvaniei, Peteritea face din nou parte din comitatul Solnoc Dăbâca – Szolnok-Doboka. După toate probabilitățile, official, această organizare administrative-teritorială a rămas neschimbată până în 1950, la adoptarea decretului de organizare a teritoriului pe regiuni si raioane.
După 1950, Peteritea face parte din comuna Razoare (Mașca, ungurește Macskomezo, atestare documentara la 1500 Machkamezew), raionul Lăpuș, cu reședința la Târgu Lăpuș – atestat în 1291, regiunea Baia Mare, cu reședința în Baia Mare.
În 1968 s-a revenit la organizarea teritoriala pe județe, după care Peteritea aparține de comuna Vima Mică, județul Maramureș, cu reședința în Baia Mare. Tot cu această dată Răzoare, fosta reședință de comuna, trece la Târgu Lăpuș, prilej cu care localitatea este declarată oraș – împreună cu satele limitrofe în număr de 13.
În primăvara anului 1989 – anul Revoluției – regimul a desființat comunele Vima Mică și Coroieni, înființând o nouă comună cu reședința la Vălenii Lăpușului. Dar dupa 22 decembrie procesul de reorganizare este abandonat, astfel că, doar după câteva luni, Vima Mică a redevenit comună cu același sate în componență.
Și actualmente Peteritea aparține de comuna Vima Mică – ungurește Dragavilma, atestată în 1390 sub denumirea de Vydma. Celelalte sate din componența comunei sunt: Vima Mare, Sălniță, Jugăstreni, Dealu Corbului și Aspra.

## Școala din satul Peteritea

### Școala veche
Valer Gabor în ”Monografia comunei Vima Mică” menționează circularele episcopului Vasile Moja (19 iunie 1816) în urma cărora ”prin efortul sătenilor se înființează școli și în satele Vima Mică, Sălniță și Peteritea”.
Referindu-se la Peteritea , Kadar Jozsef menționează în 1901 că, în acea perioadă, școala se ținea împreună cu copiii din Răzoare. Ce fel de școală, câte clase se făceau, cine participa la cursuri, cronicarul nu găsește să ne spună. Despre clădirea școlii vechi, el ne spune că era construită din lemn, lucru confirmat de altfel și de cei bătrâni, trăitori în zilele noastre.
În clădirea veche, amplasată în partea opusă a curții în care se situează clădirea actuală, au studiat generații de petereni, până în anul 1952, când pereții trebuiau sprijiniți cu proptele pentru a nu se prăbuși.
Administrația românească a introdus în anul 1920, școala obligatore de 7 clase cu program înainte de masa pentru cursuri între 8 și 12, urma apoi pauza de masa, iar după-masă, cursuri între 14 și 17. Adulții urmau cursuri doar seara, câte două ore, la lumina lămpii cu petrol.              
Învățător pe o perioadă mai îndelungată în perioada interbelică a fost Oliver Viman din Gâlgău, ginerele preotului Atanasiu Cândea. Alți învățători în această perioadă au fost: Oros (Vasile?) și Săvan (Ion?).                  

### Școala actuală

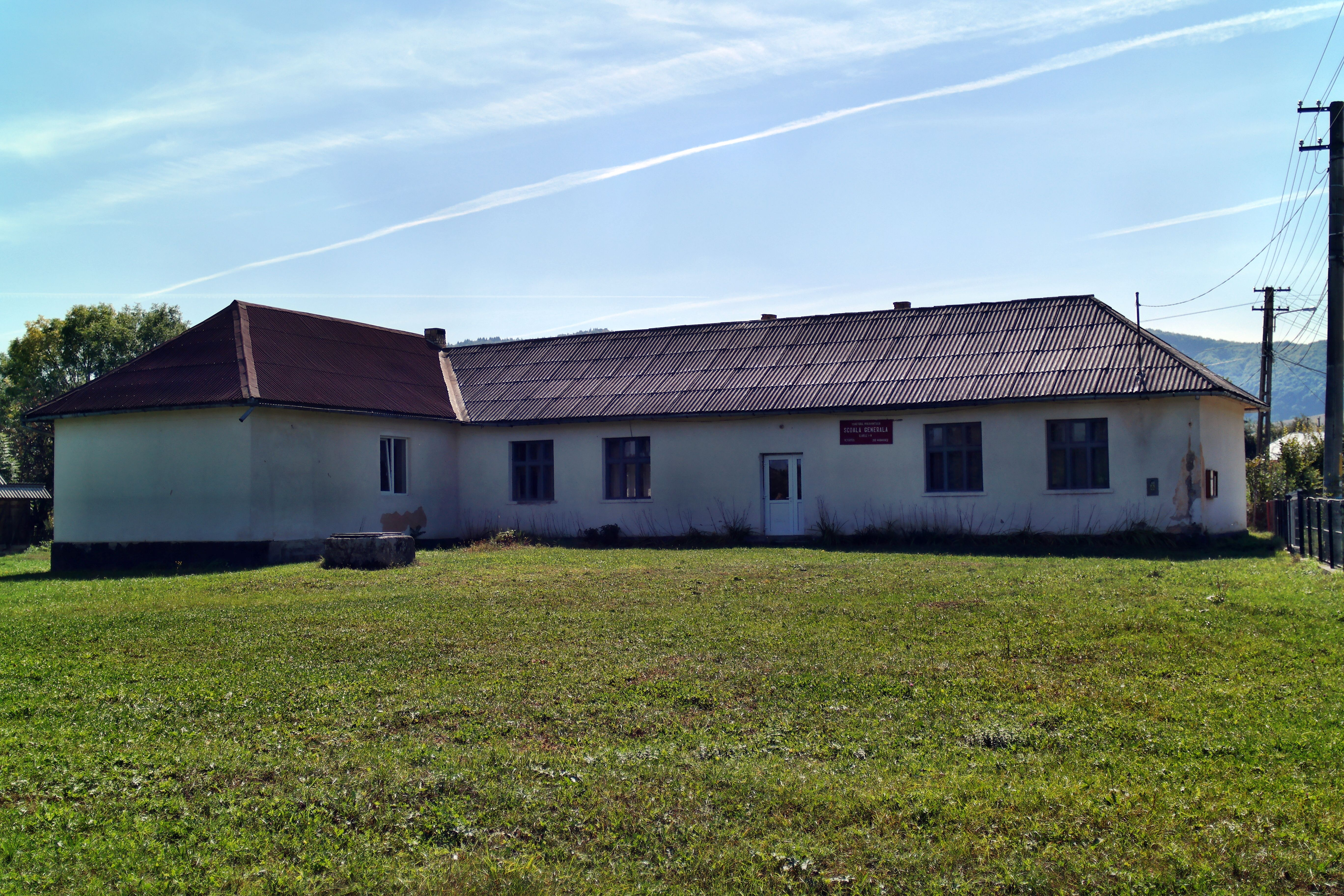
Școala nouă din satul Peteritea. Fotografie realizată de Vlad Cristian Rus.

În 1952, clădirea în care școala funcționează și în prezent a fost construită din piatră de calcar. Materialul de construcție a fost scos din cariere improvizate (din Podul Rotund și Vaceni) și transportat cu căruțele de săteni. Administrația de atunci a repartizat fiecărei familii o cantitate de piatră de 2 m3, pe care era obligată să o trensporte la clădirea ce se zidea. Lucrările de construcție au fost finanțate de către Stat.
Clădirea are două săli de clasă, un hol și o încăpere mai mică (cancelarie) pentru învățători. Acoperișul este din țiglă și este prevăzut cu jgheaburi din tablă pentru scurgerea apei. Una dintre săli se utilizează pentru grădiniță.
De atunci a avut loc o extindere – actualul Cămin Cultural, clădit în 1975. O încăpere mai mica a acestei extinderi a fost folosită ca sediu al CAP până în 1989.
Înainte de cel de-al doilea razboi mondial, un singur învațător preda simultan la șapte clase. Dar, după reforma învățământului din 1948, s-a trecut la învățământul obligatoriu de patru clase. În anul școlar 1959-1960, s-a revenit la sistemul de școlarizare cu șapte clase obligatorii. Până în anul 1958-1959 școala funcționa cu un singur învățător, Simion Crăciunaș, după care cursurile s-au ținut în parallel cu doi învățători.
Învățătorul nou venit se numește Contiș Ștefan, un tânăr din Poiana Blenchii. Celor doi învățători le-au succedat: Lucia Pițigoiu din Muntenia, Cătălina Nechita din Peteritea, Ioan Balint, Alexandru Man, Gavril Rusu ”de Sub Dos”, Dinu Micu, Maria Gabor, Lucreția Bota și Marius Brăgariu din Vima Mică pensionat în 1999, după ce a profesat zece ani în Peteritea.
Până în anul 1968, absolvenții școlii cu patru clase din Peteritea au urmat cursurile obligatorii de șapte clase și ulterior, de opt clase la școala din Vălenii Lăpușului. Odată cu reorganizarea administrativ-teritorială pe județe, adică după 1968, școlarii din Peteritea au urmat cursurile la Vima Mică, in centrul de comună de care aparține și satul Peteritea.
În 1999 erau 38 de elevi din sat, care frecventau școlile din Peteritea, Vima Mică, liceul din Tg. Lăpuș și câteva școli profesionale din alte localități; la facultăți erau și tineri din Peteritea.
Începând cu anul 1974, grădinița funcționează într-o sală din cladirea școlii. Prima educatoare a fost Tuns Valeria din Peteritea, urmandu-i Maria din Nechita Cătălina din Peteritea, Bota Maria din Suciu di Sus, Herman Maria din Rogoz, Tuns Maria din Groșii Țibleșului, Flore Dina din Peteritea, apoi Vlașin Ana din Peteritea.
În 1999 erau 16 copii de vârstă preșcolară (între 0 și 7 ani) din care, în jur de 10 frecventau grădinița.

## Monumentul Eroilor

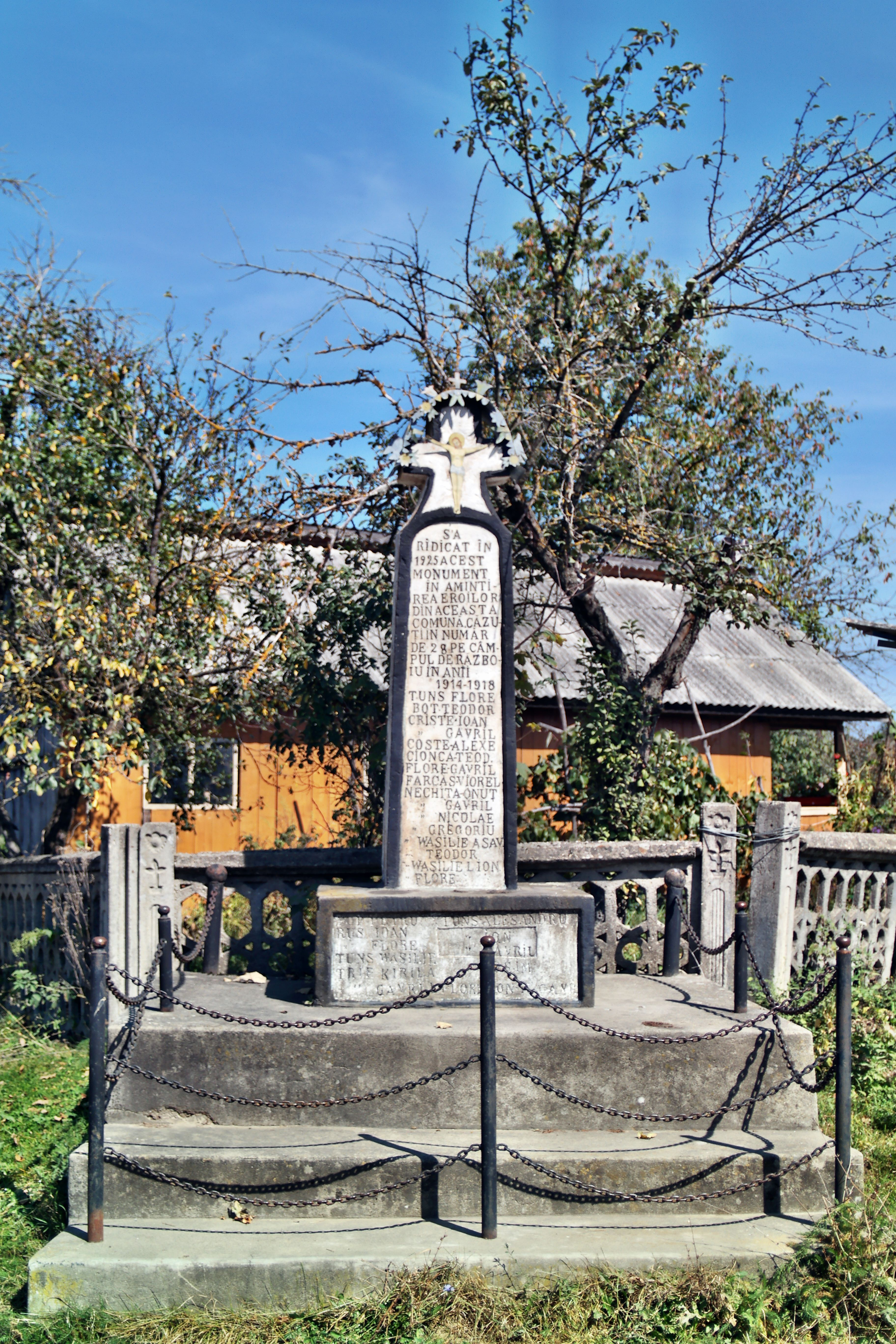
Monumentul Eroilor din satul Peteritea. Fotografie realizată de Vlad Cristian Rus.

În cinstea celor căzuți pe front în primul Război Mondial, la inițiativa învățătorului Nechita Gavril, sătenii au înălțat în anul 1925 un monument din piatră cioplită, pe care l-au amplasat în centrul satului la Crucile Drumului, cum numesc ei locul. Lucrarea a fost făcută de cioplitorii în piatră, Rus Ilieș și Nechita Gavril (”Gavriș din Ponoare”). Pe acest monument sunt gravate și numele celor 28 de eroi pe care i-a dat mica comunitate din Peteritea.
Iată textul care se poate citi pe fața monumentului: ”S-a ridicat în 1925 acest monument în amintirea eroilor din această comună, căzuți în număr de 28 pe câmpul de război în anii 1914-1916”.
Aproximativ pe la începutul anilor ’70, Rus Gavril (”a lui Ilie”) gravează pe monument ridicat în 1925 și numele celor 9 petereni căzuți în cel de-al doilea Război Mondial.
Numele eroilor se poate citi pe monument, între cei căzuți în primul Război Mondial, mai precis în anul 1916, se regăsește și bunicul meu, tatăl mamei Cătalina la poziția nr. 3 Criste Ioan. Acesta a plecat la război împreună cu fratele lui Criste Gavril, necăsătorit, niciunul nu s-a mai întors. Au căzut la datorie în localitatea PALYEVO (Rusia), tatăl mamei având vârsta de doar 26 de ani.
Text extras din ”Familia și biserica –într-un sat din Țara Lăpușului-”; Valentin Tuns; Editura Eurotip; Baia Mare; 2014.

## Vezi și
- Biserica de lemn din Peteritea